# Arrondissement de Château-Salins
L'arrondissement de Château-Salins est une ancienne division administrative française du département de la Moselle en Lorraine.
Cet arrondissement a été fusionné avec celui de Sarrebourg le 1er janvier 2016 pour former l'arrondissement de Sarrebourg-Château-Salins, celui-ci fait partie de la région administrative Grand Est depuis sa création.

## Géographie
C'était une zone rurale puisque parmi les 128 communes de l'arrondissement, les seules à dépasser  1 000 habitants étaient Dieuze (3 500 habitants), Château-Salins (2 400 habitants), Vic-sur-Seille (1 300 habitants) et Delme (1 000 habitants). En janvier 1998, les communes de l'arrondissement se sont regroupées dans la communauté de communes du Saulnois. Si aujourd'hui les limites du  pays du Saulnois tendent à se confondre avec celle de cet ancien arrondissement, c'est historiquement une zone du sud du département de la Moselle, correspondant à la vallée de la Haute-Seille, où l'on extrayait du sel. Elle ne correspondait donc que partiellement à l'arrondissement, puisqu'il faudrait en  exclure le canton d'Albestroff et y ajouter certaines communes des environs de Morhange.

## Composition
L'arrondissement de Château-Salins était composé jusqu'en mars 2015 de 5 cantons :
- canton d'Albestroff
- canton de Château-Salins
- canton de Delme
- canton de Dieuze
- canton de Vic-sur-Seille

À la suite d'une réforme cantonale, cet arrondissement ne comportait plus qu'un seul canton de mars à décembre 2015 : le canton du Saulnois.

## Communes de plus de 500 hab.
| Communes          | Population (2012) | Code postal | Code Insee |
| ----------------- | ----------------- | ----------- | ---------- |
| Albestroff        | 640               | 57670       | 57011      |
| Bénestroff        | 545               | 57670       | 57060      |
| Château-Salins    | 2 444             | 57170       | 57132      |
| Delme             | 1 052             | 57590       | 57171      |
| Dieuze            | 3 491             | 57260       | 57177      |
| Francaltroff      | 742               | 57670       | 57232      |
| Insming           | 620               | 57670       | 57346      |
| Maizières-lès-Vic | 508               | 57810       | 57434      |
| Val-de-Bride      | 611               | 57260       | 57270      |
| Vergaville        | 575               | 57260       | 57706      |
| Vic-sur-Seille    | 1 336             | 57630       | 57712      |

## Histoire
La loi du 28 pluviôse an VIII (17 février 1800) et l'arrêté des consuls du 17 ventôse (8 mars) créèrent l'arrondissement de Château-Salins à partir de cantons ayant appartenu au district de ce nom et à celui de Dieuze, à savoir les cantons de Château-Salins, Albestroff, Arracourt, Bassing, Bioncourt, Bourdonnay, Conthil, Dalhain (au lieu d'Haboudange), Delme, Dieuze, Marsal et Vic-sur-Seille. Certains de ces cantons seront ensuite fusionnés par la loi du 8 pluviôse an IX (28 janvier 1801).
Avant 1871, l'arrondissement faisait partie du département de la Meurthe. Après le traité de Francfort, l'arrondissement perd les  communes du canton de Vic-sur-Seille qui sont restées françaises et sont transférées vers l'arrondissement de Lunéville en Meurthe-et-Moselle. Trois communes du Canton de Château-Salins : Mazerulles, Moncel-sur-Seille et Sornéville sont également transférées à l'arrondissement de Nancy. Le 30 décembre 1871, le reste du territoire de l'arrondissement devient l'arrondissement de Château-Salins, arrondissement du district de Lorraine, jusqu'au 10 janvier 1920 où il est juridiquement rattaché à la France (entrée en vigueur du traité de Versailles).
Après la première Guerre mondiale, l'arrondissement devient une subdivision du département de la Moselle.
De 1940 à 1944, l'arrondissement de Château-Salins est recréé au sein du CdZ-Gebiet Lothringen, territoire lorrain de nouveau annexé.
Le 1er janvier 2015, les arrondissements de Sarrebourg et de Château-Salins ont été jumelés, puis fusionnés le 1er janvier 2016.
À la suite de la suppression de cet arrondissement, le préfet de la Moselle a créé, par un arrêté du 28 décembre 2015, une maison de l'État à Château-Salins.

Situation de l'arrondissement dans le département de la Moselle de 1918 à 2014.
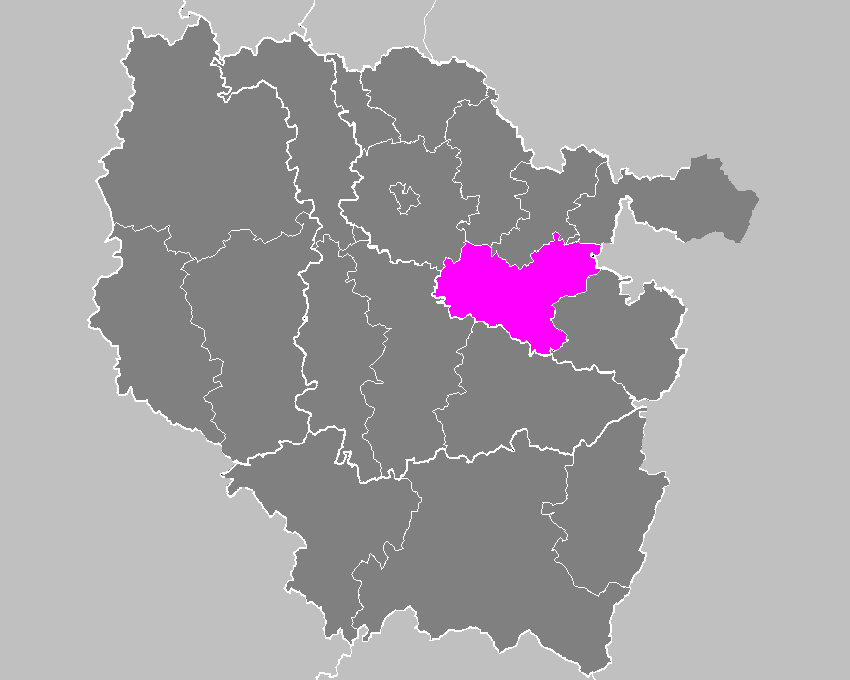
Situation de l'arrondissement dans la région Lorraine avant 2015.

## Administration
Liste des anciens sous-préfets de l'arrondissement :
- 1800 : …
- 1807 : Frédéric-Christophe d'Houdetot
- 1813 : Nicolas Régnier
- 1954-1958 : Marcel Delport
- 1980-1982 : Roland Hureaux
- 1999-2002 : André Varcin
- 2002-2004 : Yves Seguy
- Juin 2004-juin 2006 : Wassim Kamel
- jusqu'au 24 janvier 2008 : Luc Ankri
- de 2008 à 2011 : Bernard Gonzalez
- depuis 2011 à septembre 2013 : Dominique Consille
- de septembre 2013 à décembre 2014 : intérim assuré par François Valembois, sous-préfet de Metz-Campagne
- de janvier 2015 à décembre 2015 : intérim assuré par Éric Infante, sous-préfet de Sarrebourg